# Lago di Viverone (area protetta)
Il Lago di Viverone è un sito di interesse comunitario  (cod.IT1110020) della Regione Piemonte, istituito nell'ambito della Direttiva 92/43/CEE (Direttiva Habitat), designato inoltre come Zona Speciale di Conservazione. Comprende un'area di 926 ettari nel territorio di quattro comuni del Canavese: Azeglio e Piverone, che si trovano nella Città metropolitana di Torino, Viverone, in Provincia di Biella, e Borgo d'Ale, in quella di Vercelli.

## Territorio

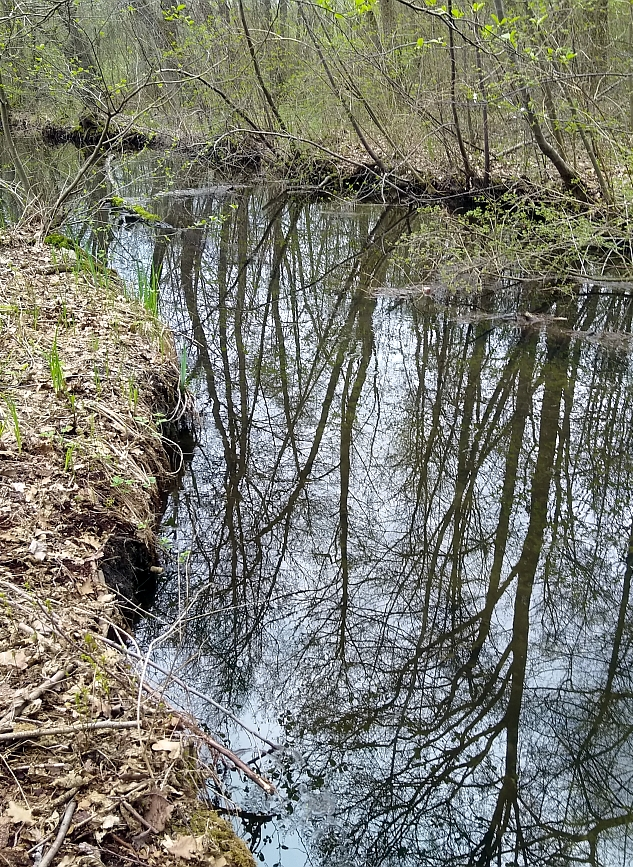
Vegetazione palustre nel SIC/ZSC

Il SIC/ZSC comprende il Lago di Viverone e la fascia costiera circostante. Si tratta del maggiore degli specchi d'acqua intermorenici compresi nell'Anfiteatro morenico di Ivrea, e si trova in sinistra idrografica rispetto al corso della Dora Baltea. Le coste del lago sono per lunghi tratti densamente antropizzate, specialmente nella porzione nord-orientale dove sorgono varie infrastrutture turistiche come campeggi, imbarcaderi e stabilimenti balneari. La zona naturalisticamente più interessante è quella sud-occidentale, caratterizzata da ampi canneti e sponde non raggiunte dalla viabilità. A breve distanza dalla costa si trovano inoltre alcune piccole zone umide createsi in aree in passato utilizzate per l'estrazione della torba. Sono inoltre presenti all'interno dell'area protetta coltivi abbandonati e varie aree boscate tra le quali spiccano alcune porzioni di alneto di notevole interesse conservazionistico. La bretella Ivrea-Santhià transita poco ad ovest del sito, sfiorandone i confini. Nei pressi delle sponde del lago sono stati rinvenuti insediamenti palafitticoli preistorici, che oggi fanno parte del patrimonio dell'umanità dell'UNESCO.

## Flora e vegetazione
La flora del SIC/ZSC comprende varie specie acquatiche di notevole interesse. Tra queste si possono ricordare ad esempio le piante insettivore Drosera rotundifolia e Drosera anglica, oppure Lycopodiella inondata, una rara specie del gruppo dei licopodi. Sono presenti nelle zone umide contigue alle coste del lago residue zone a Rhynchospora e Cladium mariscus. Questo tipo di comunità vegetali ospita varie specie incluse nella lista rossa delle specie vegetali minacciate nella Regione Piemonte, come Hattonia palustris, Salvinia natans, Ranubculus lingua, Trapa natans e Ludwigia palustris. Anche gli ambienti legati alle antiche torbiere ospitano specie rare o in regressione in Piemonte, come Thalictrum lucidum, Calamagrostis canescens, Menyanthes trifoliata, Potentilla palustris o Carex lasiocarpa.
Tra le misure per conservare l'integrità ambientale della ZSC si possono ricordare la trasformazione dei boschi cedui in fustaie, il contenimento delle specie invasive, il divieto di creare nuova viabilità qualora ciò richieda movimenti di terra. Per preservare la vegetazione costiera e acquatica sono previste tra l'altro limitazioni nella navigazione a motore in prossimità delle sponde del lago, il divieto di eccessivi prelievi idrici dal lago e il controllo demografico di specie ittiche eccessivamente voraci come ad esempio il pesce gatto.

## Fauna

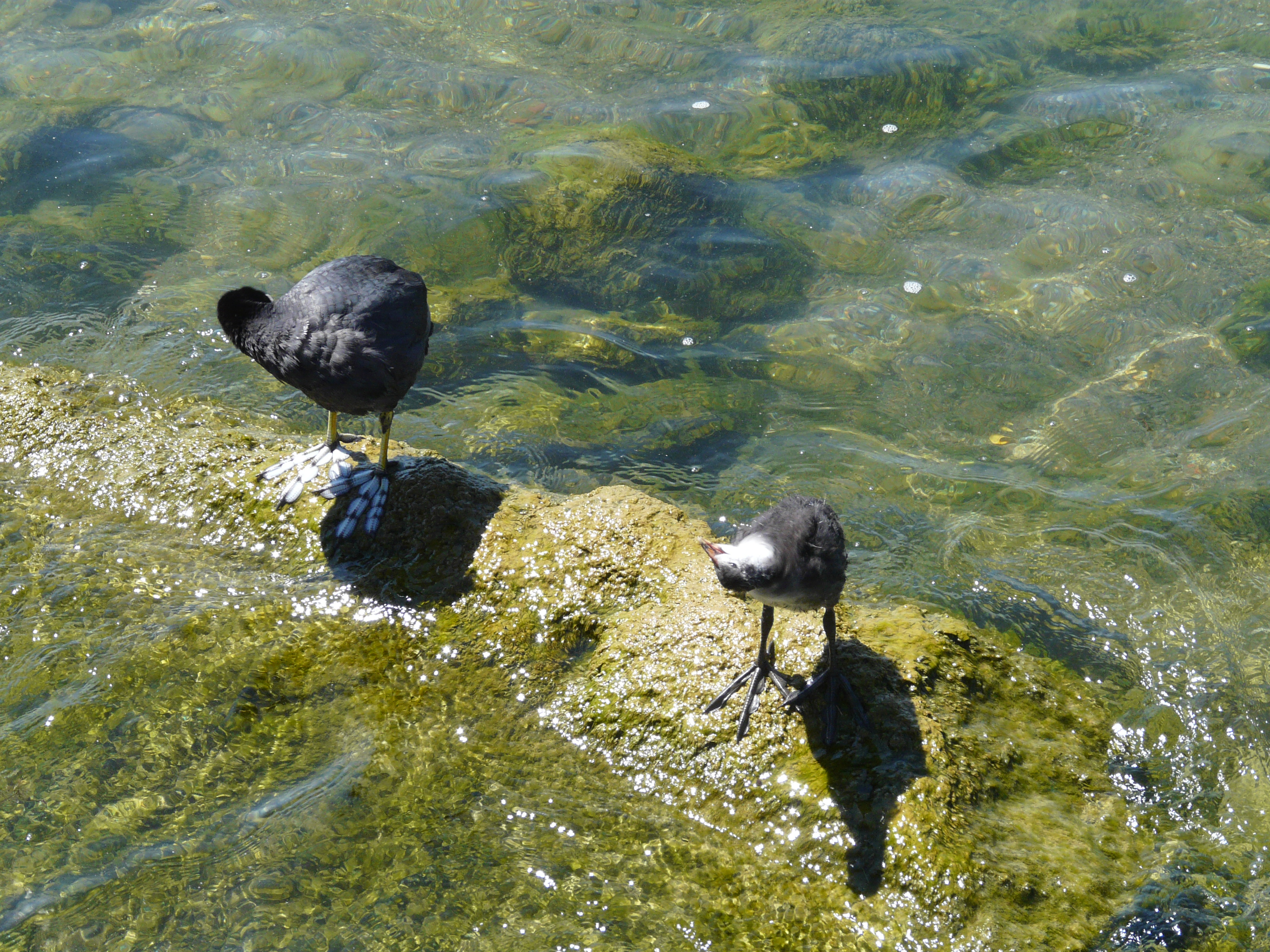
Folaghe sulla costa del lago

Il lago fornisce una zona di nidificazione e di sosta a numerose specie di uccelli, varie delle quali incluse tra quelle vulnerabili o minacciate. Per 40 diverse specie di uccelli acquatici rappresenta il maggiore sito di svernamento del Piemonte. Il tarabuso e la moretta tabaccata, che possono essere osservate sporadicamente nella ZSC, sono tra quelle la cui protezione è considerata prioritaria a livello europeo. L'area protetta ospita anche varie specie di anfibi, tra i quali la rana di Lataste, ormai molto localizzata. Tra gli invertebrati il sito sostiene una notevole varietà di lepidotteri (una cinquantina di specie diverse) e vi sono state censite 30 specie di carabidi, tra le quali alcune, particolarmente rare come Platynus krynickii, Europhylus thoreyi e Agonum versutum, legate agli ambienti lacustri.

## Habitat
Tra gli habitat naturali di interesse comunitario sono presenti nel SIC/ZSC:
- Acque stagnanti, da oligotrofe a mesotrofe, con vegetazione dei Littorelletea uniflorae e/o degli Isoëto-Nanojuncetea (cod.3130),
- Laghi eutrofici naturali con vegetazione del Magnopotamion o Hydrocharition (cod.3150),
- Fiumi delle pianure e montani con vegetazione del Ranunculion fluitantis e Callitricho- Batrachion (cod.3260),
- Praterie con Molinia su terreni calcarei, torbosi o argilloso-limosi (Molinion caeruleae)  (cod.6410),
- Bordure planiziali, montane e alpine di megaforbie idrofile  (cod.6430),
- Depressioni su substrati torbosi del Rhynchosporion  (cod.7150),
- Paludi calcaree con Cladium mariscus e specie del Caricion davallianae  (cod.7210),
- Querceti di farnia o rovere subatlantici e dell'Europa centrale del Carpinion betuli  (cod.9160),
- Foreste alluvionali di Alnus glutinosa e Fraxinus excelsior (Alno-Padion, Alnion incanae, Salicion albae) (cod.91E0).

## Attività
La zona del SIC/ZSC è visitabile a piedi o in mountain bike grazie alla vecchia viabilità campestre ed è sfoirata a nord dalla Grande traversata del Biellese, un itinerario escursionistico di lunga percorrenza. Il lago è balneabile, e vi si possono praticare alcuni sport nautici. Esiste inoltre un servizio di navigazione aperto al pubblico che collega alcuni dei centri abitati che si affacciano sulla costa.